# Jan van Eijckstraat
De Jan van Eijckstraat is een straat in stadsdeel Zuid in Amsterdam. De straat is vernoemd naar de Vlaamse kunstschilder Jan van Eyck (1390-1441).

## Ligging
De straat loopt evenwijdig aan de Apollolaan. Hij begint bij de Beethovenstraat en eindigt bij de Rubensstraat, ter hoogte van de voormalige Zwitserleven-panden. De straat valt in postcodegebied 1077.

## Karakter
De Jan van Eijckstraat is een rustige straat met merendeels vooroorlogse architectuur. Aan het einde van de straat, op Jan van Eijckstraat 47, staat een schoolgebouw uit 1956 waarin sinds 2000 het Ignatiusgymnasium zit.

## In het nieuws
De Jan van Eijckstraat kwam in september 2005 in het nieuws toen miljonairsdochter Claudia Melchers vanuit haar woning in deze straat werd ontvoerd. Enkele dagen later werd ze weer vrijgelaten. Zij heeft de woning inmiddels geruime tijd verlaten.

## Trivia
Tot aan zijn dood woonde de zanger en kunstenaar Herman Brood in de Jan van Eijckstraat, in het hoekpand met de Memlingstraat. Aan de overzijde van de woning, op de zijmuur van het Ignatiusgymnasium was nog een muurtekening van Brood te zien, maar deze is door de verbouwing van de school verloren gegaan. De vrouw en kinderen van Brood wonen hier al geruime tijd niet meer.
Tv-presentatrice Mariska Hulscher woonde ook in de straat, maar is inmiddels ook vertrokken.